# Зураб Саканделідзе
Зураб Саканделідзе (9 серпня 1945 — 25 січня 2004) — радянський баскетболіст.
Олімпійський чемпіон 1972 року, бронзовий призер 1968 року.
Чемпіон світу 1967 року.
Чемпіон Європи 1965, 1967, 1969, 1971 років, бронзовий призер 1973 року.
Переможець Юнацького чемпіонату Європи (U-18) 1964 року.